# 푸른 수염

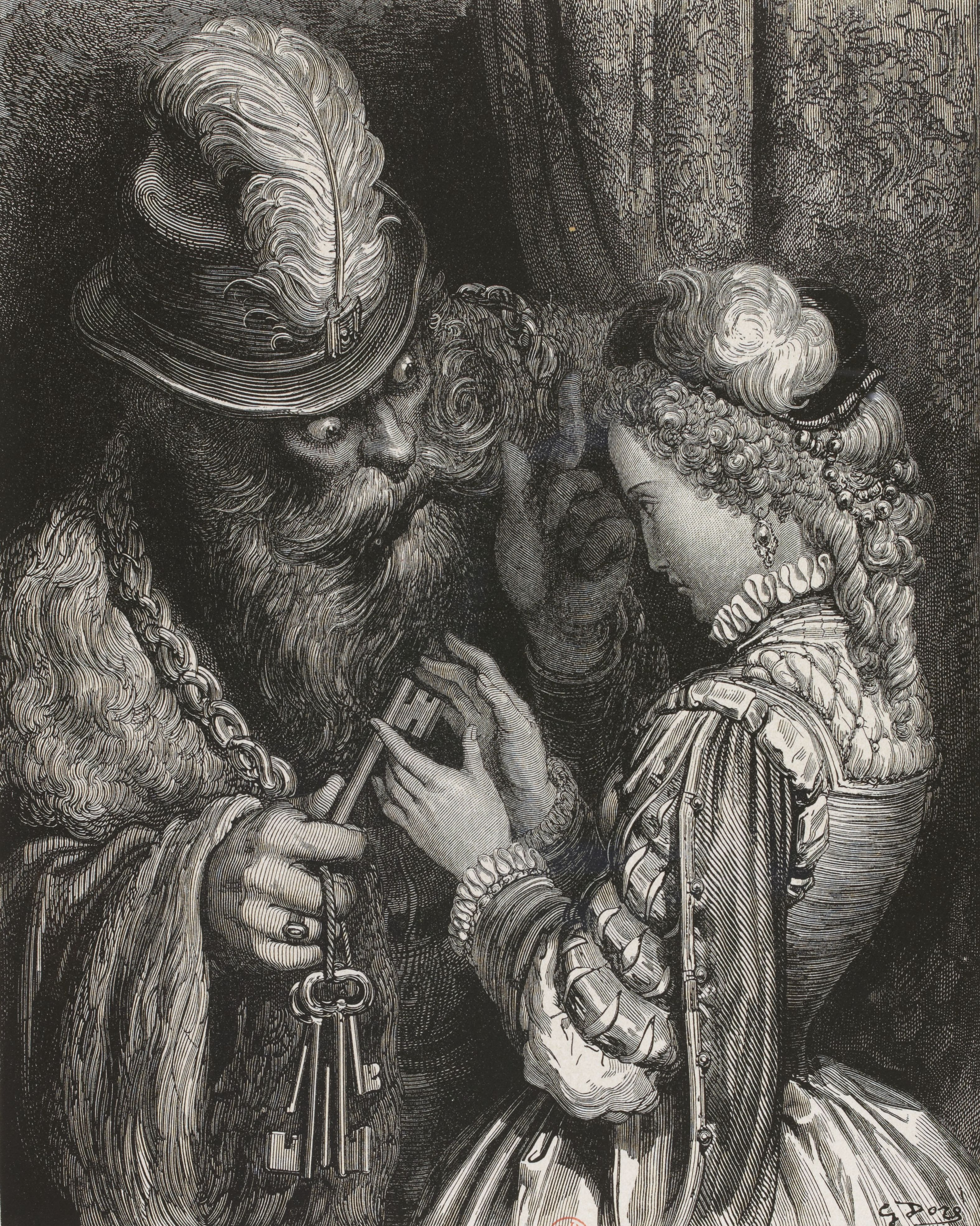
19세기 귀스타프 도레의 일러스트레이션 중 하나.

푸른 수염(프랑스어: La Barbe-Bleue)은 한 폭력적인 귀족 남자와 그의 호기심이 많은 아내에 관한 유명한 동화 속의 표제 인물이다. 이 동화는 여러 전설과 실존 인물에 기초한다. 가장 유명한 판본은 샤를 페로에 의해 쓰여졌으며, 1697년에 처음으로 발간되었다. 전 아내들 6명을 죽인 부자 귀족인 푸른 수염과 운명적인 죽음을 벗어나기 위한 현재 아내의 시도에 대한 이야기이다.

## 줄거리
푸른 수염은 여러 차례 결혼을 했으나 그때마다 아내가 실종된 수상한 귀족이다. 그는 어느 날, 어느 집에 청혼을 하고 결국 그 집의 막내딸과 결혼식을 올리게 된다. 결혼식을 올린 후 막내딸은 푸른 수염의 티포주 성에서 살게 되었다. 푸른 수염은 이 티포주 성의 모든 방을 다 열어도 좋지만, 한 작은 방만은 열지 말라고 했다. 막내딸은 그 말을 충실히 지켰으나 얼마 후 푸른 수염이 지방으로 떠나고, 성에 찾아온 그녀의 언니가 꼬드기자 결국 작은 문을 열고 마는데, 그 방 안에는 지금까지 푸른 수염과 결혼한 아내들의 시체가 있었다. 그녀는 두려움에 떨면서 방문을 다시 잠갔지만, 방에 들어갈 때 열쇠를 떨어트려서 열쇠에 피가 묻어 지우려고 했으나, 열쇠의 마법으로 피가 지워지지 않았다. 티포주 성에 돌아온 푸른 수염은 아내가 자신과의 약속을 깼다는 것에 분노하여 그녀를 살해하려 하는데 바로 죽이지 않고 아내에게  기도할 시간을 주는 바람에 마침 방문하기로 했던 그녀의 오빠들이 달려와서 푸른 수염을 무찌르고 여동생을 구출한다. 그리고 막내딸은 푸른 수염의 어마어마한 재산을 상속받게 되었다.

## 분석
이 이야기는 비록 동화로 유명하지만, 푸른 수염의 캐릭터는 15세기 브레통 귀족이며 연쇄 살인마인 질 드 레로 믿어져 왔다.
다른 가능한 소스로는 5세기에 작성되어 6세기에 사망한 St. Gildas의 일대기로부터 추적될 수 있다. 이는 저주받을 Cunmar라는 한 귀족에 대한 설명으로, 그는 Triphine이라는 귀족 여인과 결혼하게 되었다. 그녀는 임신하자 남편에 의해 살해당한 아내들의 유령들로부터 경고를 받게 된다. Triphine은 임신하게 되어, 도망치지만, 그에게 붙잡혀 목이 잘리게 된다. 그러나 St. Gildas는 기적적으로 그녀를 다시 되살리고, 그가 Cunmar에게로 그녀를 데려가자, 성벽들이 무너지게 되었다. Cunmar는 역사적인 존재로, 마을에서 늑대인간으로 알려졌으며, 수많은 지역 교회들이 성 Triphine과 그의 아들 St. Tremeur를 위해 헌신되었다.
어떤이들은 이 두 개의 기원을 맞지 않다고 보았고, 푸른 수염을 그의 다른 세속적인 기원들의 상징으로써 지적하였다.
이 이야기의 어떠한 판본도 왜 첫 번째 아내가 살해되었는지 명확히 설명되지 않았다. 첫 번째 아내는 그 방에 들어가서 살해된 아내를 볼 이유가 없었다.
이 신비한 남편의 부재의 모티프, 호사스러운 궁전, 금지된 호기심을 부추기는 자매와 금지된 한 물건(중심 테마: 판도라의 상자와 아담과 이브의 이야기 비교), 모두 그리스 신화의 큐피트와 프쉬케에서 등장한다.